# Maksym Masuryk
Maksym Anatolijowytsch Masuryk (ukrainisch Максим Анатолійович Мазурик, engl. Transkription Maksym Mazuryk; * 2. April 1983 in der Oblast Donezk) ist ein ukrainischer Stabhochspringer. Er ist Mitglied der Leichtathletik-Abteilung von Fenerbahçe Istanbul.

## Karriere
Seinen ersten internationalen Wettbewerb bestritt er 2002, als er bei den IAAF-Leichtathletik-Juniorenweltmeisterschaften in Kingston mit einer Höhe von 5,55 m siegte. Ein Jahr später gewann er bei den U23-Leichtathletik-Europameisterschaften in Bydgoszcz mit 5,45 m Bronze.
Masuryk startete bei den Leichtathletik-Hallenweltmeisterschaften 2006 in Moskau, scheiterte dort allerdings auf dem 14. Platz von 20 bereits in der Qualifikation. Zwei Jahre später, bei den Hallenweltmeisterschaften 2008 in Valencia, erreichte er das Finale und belegte dort mit übersprungenen 5,70 m Rang sechs. Bei seiner dritten Teilnahme an Hallenweltmeisterschaften 2010 in Doha erreichte er mit dem gleichen Ergebnis wie vier Jahre zuvor ebenfalls Rang 14 in der Qualifikation.
Bei den Olympischen Spielen 2008 in Peking verpasste er mit 5,55 m in der Qualifikation den Finaleinzug und belegte somit Rang 16, wobei sich 13 Springer für das Finale qualifizierten.
Beim Leichtathletik-Weltfinale 2009 in Thessaloniki gewann er mit 5,80 m und 10 cm Vorsprung auf seine Konkurrenten seinen ersten internationalen Titel im Erwachsenen-Bereich. Ein Jahr später, bei den Leichtathletik-Europameisterschaften 2010 in Barcelona, errang er mit seiner Saisonbestleistung von 5,80 m die Silbermedaille und musste sich nur dem Franzosen Renaud Lavillenie geschlagen geben.
Bei den Olympischen Spielen 2012 in London wurde er 18. Bei einer erneuten Überprüfung seiner Dopingprobe wurde 2016 Dehydrochlormethyltestosteron festgestellt und das IOC disqualifizierte ihn nachträglich.
Seine persönliche Bestleistung, die er am 6. Juni 2008 in Jalta aufstellte, liegt bei 5,82 m, in der Halle bei 5,81 m (aufgestellt am 16. Februar 2008 in Donezk).
Maksym Masuryk ist 1,90 m groß und wiegt 85 kg. Er ist Mitglied der Leichtathletik-Abteilung von Fenerbahçe Istanbul.